# Саша Цилиншек
Саша Цилиншек (серб. Saša Cilinšek, Саша Цилиншек, нар. 28 січня 1982, Новий Сад) — сербський футболіст, захисник клубу «Евіан».
Насамперед відомий виступами за клуб «Воєводина».

## Ігрова кар'єра
У дорослому футболі дебютував 1998 року виступами за команду клубу «Воєводина», в якій провів сім сезонів, взявши участь у 113 матчах чемпіонату. 
Згодом з 2005 по 2010 рік грав у складі команд клубів «Дискоболія», «Таврія», «Вентспілс» та «Ягодина».
До складу клубу «Евіан» приєднався 2010 року. Наразі встиг відіграти за команду з Гаяра 2 матчі в національному чемпіонаті.